# عيسى حمدي باشا
عيسى حمدي باشا (توفي 1924) هو طبيب باطني مصري كان مديرًا لمدرسة طب قصر العيني في أواخر القرن التاسع عشر وأول رئيس للجمعية الطبية المصرية (نقابة أطباء مصر فيما بعد).

## عمادته لمدرسة الطب
يعد عيسى حمدي المؤسس الثاني لمدرسة طب قصر العيني بعد كلوت بك، حيث أقر النظام في المدرسة، وكان من أساتذتها في عهده نفر من كبار الأطباء المصريين مثل عثمان باشا غالب ومحمد دري باشا، كما عاونه من الأطباء الإنجليز ساندويث وملتون.
في عام 1887 نجح عيسى حمدي ـ بفضل جهوده ونفوذه ـ في إنشاء مبانٍ جديدة بالمدرسة، وأنشئت بها غرف للمحاضرات ومعامل للبحث وأخرج الطلبة من المدرسة للمبيت في الخارج، وصار الحصول على البكالوريا في عهده شرطًا للالتحاق بالمدرسة، وفُرضت المصاريف على الطلبة للتعليم (15 جنيهًا سنويًا)، وصار عليهم أن يقدموا رسالة علمية قبل حصولهم على الدرجة الطبية، وصارت مدة الدراسة 6 سنوات للطب و4 سنوات للصيدلة وثلاث سنوات للمولدات.

## استقالته
في عام 1889 اضطر عيسى حمدي لتقديم استقالته، بعد أن قضى في إدارة مدرسة الطب ست سنوات، وذلك عقب خلاف دب بينه وبين رئيس الإدارة الطبية، فشهدت المدرسة بعده عهدًا من الانحطاط كان سببه المحسوبية في وظائفها.

## من مؤلفاته
- فن الولادة (1298 هـ/1881 م)
- مختصر الطب الباطني ـ جزآن (1298 هـ/1881 م)
- صحة الحوامل والأطفال (1299 هـ/1882 م)
- أمراض الأطفال (1300 هـ/1883 م)
- مختصر فن العلام (1301 هـ/1884 م)
- الطب الباطني والعلاج (1302 هـ/1885 م)
- التسميع والقرع (1304 هـ/1887 م)